# Trainspotting (kniha)
Trainspotting je černohumorná kniha o drogové závislosti z roku 1993, nejslavnější dílo edinburského rodáka Irvina Welshe. Welsh napsal i několik dalších podobně ražených příběhů z prostředí lidí, o kterých by společnost raději ani neslyšela; patří mezi ně například Acid House či pokračování Trainspottingu Porno.
Kniha se stala krátce po svém vzniku světovým bestsellerem a v režii Dannyho Boyla zakrátko vzniklo její známé filmové zpracování s Ewanem McGregorem v hlavní roli feťáka Marka Rentona.

## Charakteristika knihy
Příběh je zasazen do soudobé edinburské přístavní čtvrti Leith a je utvářen pomocí jednotlivých, částečně na sebe navazujících povídek; někdy jsou psány z neutrálního pohledu, jindy přímo v ich-formě, a to pohledem různých účastníků příběhu. Nejvíce se spisovatel věnuje postavě Marka Rentona a „pochybným“ charakterům z jeho blízkého okolí. V knize jsou ale i odbočení k jednotlivým příběhům postav, které téměř nikterak nezasahují do hlavní dějové linie a jsou pouze příležitostně potkáváni a zmiňováni hlavními hrdiny.

### Hlavní postavy
Hlavními postavami se většinou stávají sami vypravěči jednotlivých příběhů (ať už v ich formě či prostřednictvím autora) a objevují se i v příbězích jiných hlavních postav.
- Mark Renton (alias Rentboy, Rentovací hoša, Renta atd.) - hlavní postava příběhu.
- Simon David Williamson (alias Sickboy, Šoufek, Šoufl, Eš)
- Danny Murphy (alias Spud)
- Francis Begbie (alias Franco, Betl)
- Rab McLaughlin (alias Druhá Cena, Druháč)
- Tommy Lawrence
- Davie Mitchell

### Vedlejší postavy
Vedlejší postavy jsou spíše jen osobami, které příležitostně vstupují do životů hlavních hrdinů a nějak je ovlivňují. Jen výjimečně (Kelly, Johnny Swan,), jsou příběhy podávány jejich pohledem:
- Matty Conell
- Allison
- Johnny Swann (alias Bílej Labuťák, Matka Představená, Swanney atd.)
- Raymie
- Kelly
- Mike Forrester
- sestřenka Nina
- strýček Dode
- Dianne
- Billy Renton
- Sharon Rentonová
- Cathy Rentonová
- Davie Renton
- strýček Charlie
- strýček Kenny
- Stevie
- Lesley
- Hazel
- June
- Antonio
- Alan Venters
- Gav Temperley